# Qolhak-e Soflá
Qolhak-e Soflá (persiska: Qolhak-e Pā’īn, قلهک سفلی) är en ort i Iran.   Den ligger i provinsen Nordkhorasan, i den nordöstra delen av landet, 600 km öster om huvudstaden Teheran. Qolhak-e Soflá ligger 1 465 meter över havet och antalet invånare är 129.
Terrängen runt Qolhak-e Soflá är kuperad.Runt Qolhak-e Soflá är det ganska glesbefolkat, med 38 invånare per kvadratkilometer. Närmaste större samhälle är Ḩalvā Cheshmeh, 4,8 km väster om Qolhak-e Soflá. Trakten runt Qolhak-e Soflá består i huvudsak av gräsmarker.